# Edificio de Kotelnicheskaya Naberezhnaya
El Edificio de Kotélnicheskaya náberezhnaya (del ruso: Коте́льническая на́бережная) es uno de los siete rascacielos moscovitas construidos durante la época estalinista y conocidos como las «Siete Hermanas». Recibe su nombre de su ubicación en el muelle Kotélnicheskaya, que discurre a lo largo del río Moscova.
Su construcción se inició en septiembre de 1947 y finalizó en 1952, según el proyecto de Dmitri Chechulin (en la época arquitecto jefe de la ciudad de Moscú) y Andréi Rostkovski. La torre principal tiene 32 plantas (incluidas las destinadas exclusivamente a instalaciones mecánicas) y tiene 176 metros de altura.

## Características
El complejo incluye también un edificio residencial de nueve plantas construido a lo largo del Moscova, diseñado por los mismos arquitectos en 1938 y completado en 1940. Originalmente construido según los dictados del primer estilo estalinista, con acabados de estuco, fue revestido con paneles de terracota alineados con la torre principal y decorado con elementos pseudo-góticas. A finales de la Segunda Guerra Mundial, el ala lateral se convirtió en apartamentos multi-familiares asignados por el Ayuntamiento (kommunalka), en contraste con el uso previsto de la torre principal como residencia de élite.
La torre principal, caracterizada estructuralmente por un armazón de acero, tiene una sección transversal hexagonal con tres alas laterales de 18 plantas cada una (incluidas las plantas destinadas a las instalaciones mecánicas). Su parte más alta, aunque no es particularmente alta ni gruesa, elevándose cinco plantas respecto al bloque inferior y terminando con un alto pináculo, consigue aumentar notablemente la verticalidad del conjunto arquitectónico.

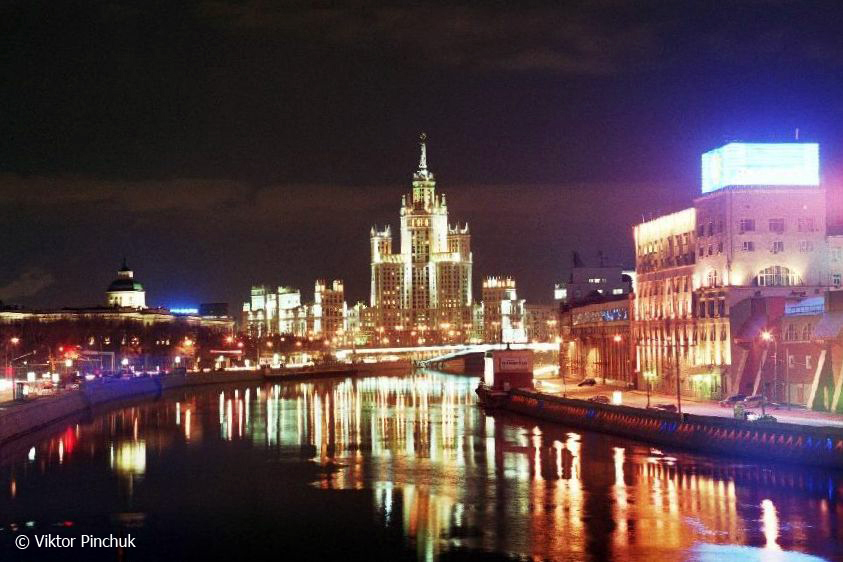
Vista nocturna

Tras el nuevo edificio se esconde la llamada Vshívaya Gorka, una colina caracterizada por edificios históricos y un laberinto de calles con fuerte pendiente. Chechulin fue criticado inicialmente por no haber tenido en cuenta esta zona de interés histórico, pero su influencia y los apoyos que contaba en la burocracia eliminaron cualquier reticencia.

## Residentes célebres
Entre los habitantes célebres del edificio se deben recordar a la bailarina Galina Ulánova (cuyo apartamento se conservó como museo), el director de teatro Yuri Liubímov (que vivía en los apartamentos municipales), la actriz Faína Ranévskaya y el poeta Andréi Voznesenski.

## Referencias

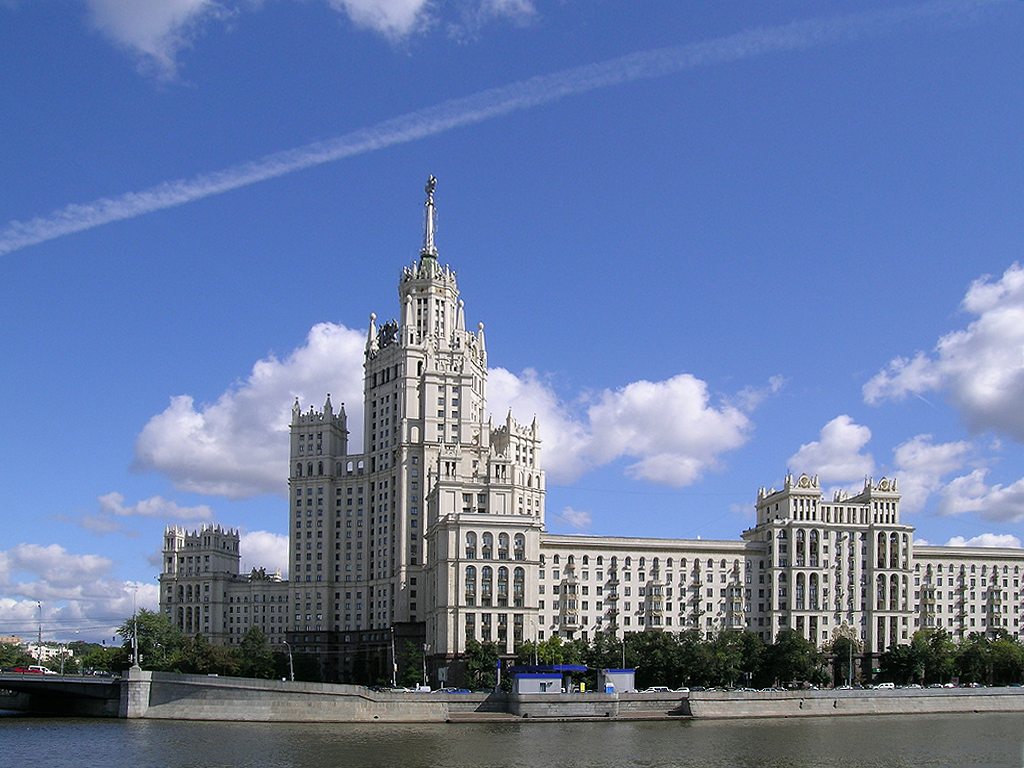
El edificio visto desde la distancia.

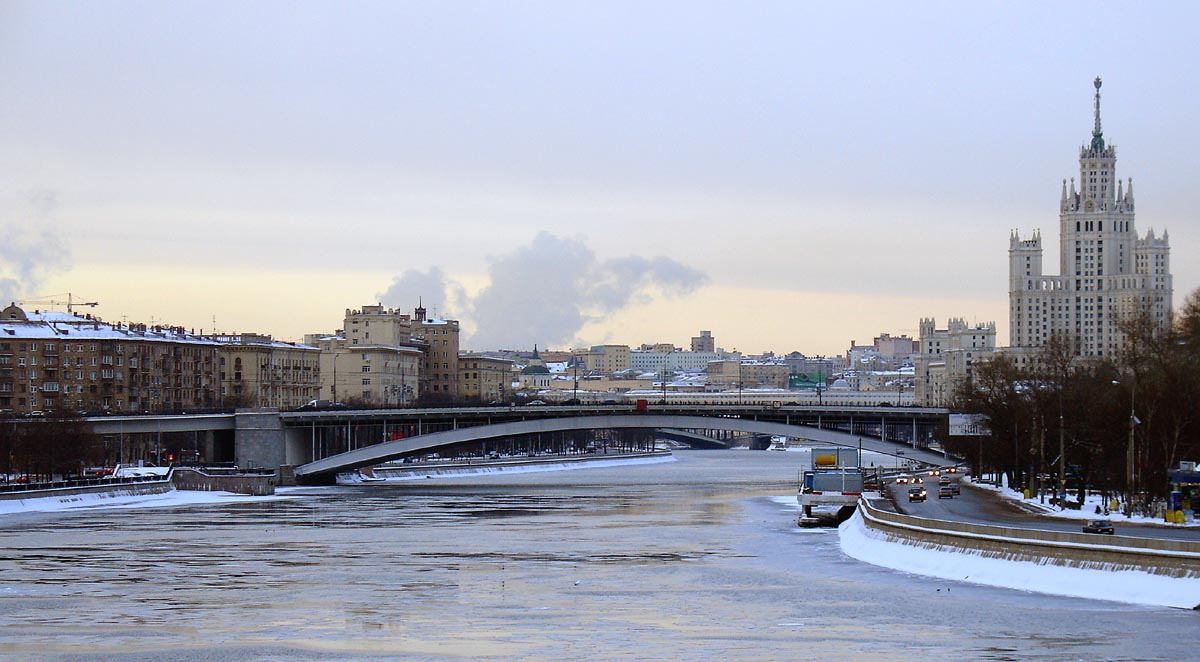
El edificio visto desde el puente Novospasski.

Vista desde el puente Paryaschi del Parque Zaryadie.